# Рамальо, Андре
Андре́ Рама́льо Си́лва (порт.-браз. André Ramalho Silva; родился 16 февраля 1992 года, Ибиуна, Бразилия) — бразильский футболист, защитник клуба «Коринтианс».

## Клубная карьера

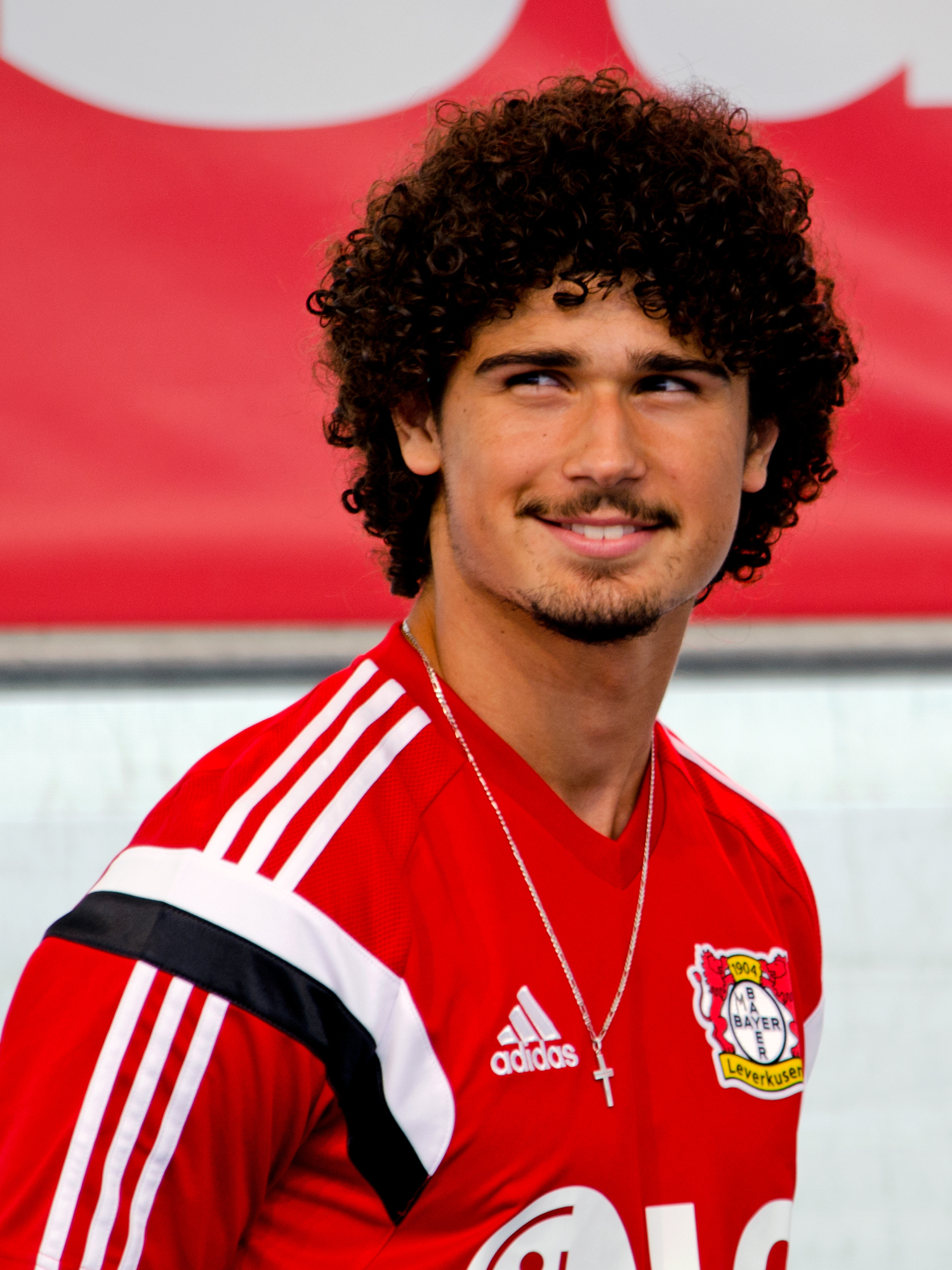
Рамальо в составе «Байер 04»

Рамальо — воспитанник клубов «Сан-Паулу», «Сан-Бенту», «Палмейрас», «Ред Булл Бразил» и австрийского «Ред Булл Зальцбург». В 2012 году для получения игровой практики Андре начал выступать за фарм-клуб последнего «Лиферинг». 20 июля 2013 года в матче против «Винер-Нойштадта» он дебютировал в австрийской Бундеслиге. Через неделю в поединке против венской «Аустрии» Андре забил свой первый гол за «Ред Булл». В составе клуба он выиграл Кубок Австрии и дважды стал чемпионом.
Летом 2015 года Рамальо перешёл в немецкий «Байер 04». 15 августа в матче против «Хоффенхайма» он дебютировал в немецкой Бундеслиге.
Летом 2016 года Рамальо для получения игровой практики был арендован клубом «Майнц 05». 6 ноября в матче против «РБ Лейпциг» он дебютировал за новую команду. В начале 2018 года Андре вернулся в «Ред Булл» и ещё четырежды помог клубу выиграть чемпионат.
26 мая 2021 года подписал трёхлетний контракт с нидерландским ПСВ.
16 июля 2024 года перешёл в бразильский «Коринтианс», подписав контракт на 2,5 года.

## Достижения
Клубные
«Ред Булл Зальцбург»
- Чемпион Австрии (6) — 2013/14, 2014/15, 2017/18, 2018/19, 2019/20, 2020/21
- Обладатель Кубка Австрии (4) — 2013/14, 2018/19, 2019/20, 2020/21

ПСВ
- Чемпион Нидерландов: 2023/24
- Обладатель Кубка Нидерландов (2): 2021/22, 2022/23
- Обладатель Суперкубка Нидерландов (3): 2021, 2022, 2023